# Підпалювачі
«Підпалювачі» (рос. «Поджигатели») — радянський художній фільм 1988 року, знятий режисером Олександром Суріним на кіностудії «Мосфільм».

## Сюжет
Після підпалу штрафного ізолятора ІТТ Саша втікає і потрапляє до Туркменії, де на одному з півстанків працює геологом її бабуся — єдина і остання надія на розуміння та співчуття. Але бабуся, побоюючись тяжких наслідків, має намір повернути онуку до правосуддя.

## У ролях
- Наталія Федотова — Саша Швець
- Ольга Козлова — Галка Петрова
- Олена Сидорук — Прищ
- Олена Крючкова — Ірка, «Царевич Олексій»
- Лариса Осипова — Крихітка
- Лариса Діденко — Вірка-шістка
- Лада Алексєєва — Пижик
- Вікторія Князєва — Лавреня
- Олена Сергєєва — Фрол
- Любов Єрохіна — «Цар-гармата» (Щетініна)
- Інна Сухарьова — Інка-кулька
- Олена Сєркова — Лисуха
- Микола Олійник — Свищов
- Ельвіра Гаріна — Лідія Петрівна
- Тетяна Агафонова — вчителька французької мови
- Людмила Велика — Антоніна Максимівна, майстер у швейному цеху
- Валентин Печніков — Мал-Мал-Пугал
- Валерій Афанасьєв — Ґуля
- Віталій Варганов — господар «Жигулів»
- Наталія Кіндінова — провідниця
- Людмила Антонюк — бабуся
- Андрій Андрєєв — білобрисий водій вантажівки
- Н. Антонова — епізод
- М. Баканова — епізод
- А. Винникова — епізод
- Л. Дідур — епізод
- А. Єгорова — епізод
- Микола Єрофєєв — Єгор Кузьмич
- Володимир Котляр — епізод
- Т. Кочєва — епізод
- Л. Мануйлова — епізод
- А. Маркічов — епізод
- Л. Мельниченко — епізод
- А. Подалко — епізод
- Є. Половцева — епізод
- Л. Рєзьба — епізод
- І. Савельєва — епізод
- Раїса Сазонова — епізод
- Юліана Смольницька — Саніна
- М. Таланова — епізод
- В. Титов — епізод
- С. Фомічова — епізод

## Знімальна група
- Режисер — Олександр Сурін
- Сценарист — Алла Криницина
- Оператор — Юрій Любшин
- Художник — Леонід Свінціцький
- Кастинг-директор — Марина Фотієва